# フェルナンド・バルガス
フェルナンド・バルガス（Fernando Vargas、1977年12月17日 - ）は、アメリカの男性プロボクサー。カリフォルニア州オックスナード出身。元IBF・WBA世界スーパーウェルター級王者。息子のフェルナンド、アマド、エミリアーノもプロボクサー。

## 来歴

### アマチュア時代
ジュニアオリンピックでは1992年に2位になり、1993年には優勝を飾っている。
1994年には全米選手権で優勝。
1995年にはパンアメリカン競技大会で銅メダルを獲得している。
1996年にアトランタオリンピックに出場、初戦を10-6の判定勝ちを収めるも2回戦で銅メダルを獲得したマリアン・シミオンに7-8の僅差で敗退した。アマチュア戦績は105戦100勝5敗。

### プロ時代
プロに転向を発表すると、ケーシー・デュバ率いるメインイベンツ社と契約を交わした。
1997年3月25日、故郷でホルヘ・モラレスとプロデビュー戦を行い初回56秒KO勝ちを収めた。
1998年12月12日、アトランティックシティのトランプ・タージマハルでIBF世界スーパーウェルター級王者ルイス・ラモン・カンパスと対戦し、7回終了時棄権によるTKO勝ちを収め、デビューからわずか1年9か月で王座獲得に成功した。
1999年3月13日、ニューヨークのマディソン・スクエア・ガーデンでハワード・クラークと対戦し、4回2分29秒TKO勝ちを収め初防衛に成功した。
1999年7月17日、元IBF世界スーパーウェルター級王者ラウル・マルケスと対戦し、11回2分TKO勝ちを収め2度目の防衛に成功した。
1999年12月4日、後の世界2階級制覇王者ロナルド・ライトと対戦し、ライトの技巧と防御に苦戦するが12回2-0(116-112、115-113、114-114)の判定勝ちを収め3度目の防衛に成功した。しかしデビューからの連続KO勝利は17でストップした。
2000年4月15日、元WBA世界ウェルター級王者アイク・クォーティと対戦し、高速ジャブと防御に苦しむも手数で押し切り12回3-0(2者が116-111、114-113)の判定勝ちを収め4度目の防衛に成功した。
2000年8月26日、マンダレイ・ベイ・イベント・センターでロス・トンプソンと対戦し、4回1分7秒TKO勝ちを収め5度目の防衛に成功した。

#### トリニダードとの統一戦
2000年12月2日、WBA世界スーパーウェルター級王者フェリックス・トリニダードと王座統一戦を行い、初回に2度ダウンを奪われるが、4回には逆にダウンを奪い返す。その後もシーソーゲームが続くが、徐々にトリニダードのなかば強引な攻勢に押され、最終12回に3度のダウンを奪われ、12回1分33秒TKO負けを喫し、6度目の防衛とWBA王座獲得に失敗した。
2001年9月22日、フェリックス・トリニダードのミドル級転向に伴い空位になったWBA世界スーパーウェルター級王座並びにIBA同級王座決定戦をホセ・フローレスと行い、7回2分39秒KO勝ちを収め王座返り咲きに成功した。
2001年、1999年に起こした暴行と監禁罪で懲役90日を言い渡される。

#### デ・ラ・ホーヤとの統一戦
2002年9月14日、マンダレイ・ベイ・イベント・センターでWBC世界スーパーウェルター級王者オスカー・デ・ラ・ホーヤと王座統一戦を行い、11回にダウンを奪われ、11回1分48秒TKO負けを喫し王座統一に失敗した。10Rまでのコスアは1-2(2者が94-96、97-94)だった。さらにバルガスは試合後にドーピング検査にてアナボリックステロイドのスタノゾロールの陽性反応が出たため、2002年11月20日に9ヶ月の出場停止と10万ドルの罰金処分が下された。
2003年12月12日、トニー・マーシャルに勝利を収めるも、試合中に椎間板を負傷、1年3ヶ月のブランクを作る。
2005年3月26日、レイムンド・ジョバールとスーパーミドル級契約で対戦し、10回3-0(98-92、96-94、97-95)の判定勝ちを収めた。
2005年8月20日、後の世界2階級制覇王者ハビエル・カスティリェホと対戦し10回3-0(2者が97-92、98-92)の判定勝ちを収めた。
2006年2月25日、シェーン・モズリーとWBAスーパーウェルター級王座挑戦者決定戦で対戦し、10回1分22秒TKO負けを喫した。スコアは1-2(2者が85-86、86-85)でわずかの接戦だった。
2006年7月15日、MGMグランド・ガーデン・アリーナでシェーン・モズリーとダイレクトリマッチで再戦するが、一方的に試合を支配され6回2分38秒TKO負けを喫しリベンジに失敗した。
2007年11月23日、リカルド・マヨルガとWBCアメリカ大陸スーパーミドル級王座決定戦を行った。試合前の会見は異例のアクリル板で仕切られた形で行われ罵倒合戦になった(公式プレゼンでマヨルガがコメント中にバルガスを罵倒した為関係者を巻き込んだ乱闘騒ぎになっていた)。12回0-2(113-113、112-114、111-115)の判定負けを喫し王座獲得に失敗し、3連敗となり現役を引退した。
2011年4月16日、ザ・ジョイントでヘンリー・ブキャナンとの対戦で復帰予定だったが、結局立ち消えになった。
2014年、家族でリアリティ番組へ出演した。

## 戦績
- プロボクシング：31戦26勝(22KO)5敗

| 戦           | 日付           | 勝敗 | 時間     | 内容    | 対戦相手                     | 国籍                 | 備考                                                   |
| ------------ | -------------- | ---- | -------- | ------- | ---------------------------- | -------------------- | ------------------------------------------------------ |
| 1            | 1997年3月25日  | 勝利 | 1R 0:56  | KO      | ホルヘ・モラレス             | メキシコ             | プロデビュー戦                                         |
| 2            | 1997年4月26日  | 勝利 | 2R 1:24  | TKO     | クラウド・スターテン         | アメリカ合衆国       |                                                        |
| 3            | 1997年6月7日   | 勝利 | 2R 2:29  | KO      | ビル・ブルデン               | アメリカ合衆国       |                                                        |
| 4            | 1997年6月20日  | 勝利 | 1R       | KO      | ミゲル・アヤラ               | アメリカ合衆国       |                                                        |
| 5            | 1997年7月12日  | 勝利 | 1R 1:42  | KO      | エウゲネ・ロペス             | アメリカ合衆国       |                                                        |
| 6            | 1997年8月19日  | 勝利 | 1R 1:47  | TKO     | ケルビン・ペイン             | アメリカ合衆国       |                                                        |
| 7            | 1997年10月4日  | 勝利 | 6R 2:53  | TKO     | アレック・キロガ             | キューバ             |                                                        |
| 8            | 1997年11月22日 | 勝利 | 1R       | TKO     | ホセ・ミゲール・エルナンデス | アメリカ合衆国       |                                                        |
| 9            | 1997年12月13日 | 勝利 | 2R       | KO      | エドゥアルド・マルチネス     | メキシコ             |                                                        |
| 10           | 1998年3月13日  | 勝利 | 2R 0:40  | TKO     | ダン・コノーリー             | アメリカ合衆国       |                                                        |
| 11           | 1998年4月14日  | 勝利 | 2R 1:56  | TKO     | ロマリンス・エリス           | アメリカ合衆国       |                                                        |
| 12           | 1998年5月9日   | 勝利 | 4R 2:40  | TKO     | ロン・ジョンソン             | アメリカ合衆国       |                                                        |
| 13           | 1998年6月23日  | 勝利 | 5R 2:33  | TKO     | アンソニー・ステファンズ     | アメリカ合衆国       |                                                        |
| 14           | 1998年8月22日  | 勝利 | 6R 2:57  | TKO     | ダーレン・マシウンスキー     | アメリカ合衆国       |                                                        |
| 15           | 1998年12月12日 | 勝利 | 7R 終了  | TKO     | ルイス・ラモン・カンパス     | メキシコ             | IBF世界スーパーウェルター級タイトルマッチ/IBF王座獲得  |
| 16           | 1999年3月13日  | 勝利 | 4R 2:29  | TKO     | ハワード・クラーク           | イギリス             | IBF防衛1                                               |
| 17           | 1999年7月17日  | 勝利 | 11R 2:00 | TKO     | ラウル・マルケス             | アメリカ合衆国       | IBF防衛2                                               |
| 18           | 1999年12月4日  | 勝利 | 12R      | 判定2-0 | ロナルド・ライト             | アメリカ合衆国       | IBF防衛3                                               |
| 19           | 2000年4月15日  | 勝利 | 12R      | 判定3-0 | アイク・クォーティ           | ガーナ               | IBF防衛4                                               |
| 20           | 2000年8月26日  | 勝利 | 4R 1:07  | TKO     | ロス・トンプソン             | アメリカ合衆国       | IBF防衛5                                               |
| 21           | 2000年12月2日  | 敗北 | 12R 1:33 | TKO     | フェリックス・トリニダード   | プエルトリコ         | WBA・IBF世界スーパーウェルター級王座統一戦/IBF王座陥落 |
| 22           | 2001年5月5日   | 勝利 | 6R 0:39  | TKO     | ウィフレド・リベラ           | プエルトリコ         |                                                        |
| 23           | 2001年9月22日  | 勝利 | 7R 2:59  | KO      | ホセ・フローレス             | メキシコ             | WBA・IBA世界スーパーウェルター級王座決定戦             |
| 24           | 2002年9月14日  | 敗北 | 11R 1:48 | TKO     | オスカー・デ・ラ・ホーヤ     | アメリカ合衆国       | WBA・WBC世界スーパーウェルター級王座統一戦/WBA王座陥落 |
| 25           | 2003年7月26日  | 勝利 | 6R 2:32  | TKO     | フィッツ・バンデルプール     | トリニダード・トバゴ |                                                        |
| 26           | 2003年12月12日 | 勝利 | 7R 終了  | TKO     | トニー・マーシャル           | ガイアナ             |                                                        |
| 27           | 2005年3月26日  | 勝利 | 10R      | 判定3-0 | レイモンド・ジョバール       | オランダ             |                                                        |
| 28           | 2005年8月20日  | 勝利 | 10R      | 判定3-0 | ハビエル・カスティリェホ     | スペイン             |                                                        |
| 29           | 2006年2月25日  | 敗北 | 10R 2:34 | TKO     | シェーン・モズリー           | アメリカ合衆国       | WBA世界スーパーウェルター級指名挑戦者決定戦            |
| 30           | 2006年7月15日  | 敗北 | 6R 2:38  | KO      | シェーン・モズリー           | アメリカ合衆国       |                                                        |
| 31           | 2007年11月23日 | 敗北 | 12R      | 判定0-2 | リカルド・マヨルガ           | ニカラグア           | WBCアメリカ大陸ミドル級王座決定戦                      |
| テンプレート |                |      |          |         |                              |                      |                                                        |

## 獲得タイトル
- IBF世界スーパーウェルター級王座（防衛5）
- WBA世界スーパーウェルター級王座（防衛0）
- IBA世界スーパーウェルター級王座